# 杨炎龙
杨炎龙（?—?），元朝大臣，元成宗时中书右丞。
元贞元年（1295年）正月癸亥，云南行省左丞杨炎龙入为中书左丞。大德二年（1298年），升职为中书右丞。奉命到高丽王朝召高丽国王王謜到元朝入侍。大德六年（1302年），卸去中书省的职务。